# Eupithecia rhombipennis
Eupithecia rhombipennis là một loài bướm đêm trong họ Geometridae.